# 그래서 이웃사촌
《그래서 이웃사촌》은 2001년 12월 3일부터 방영되었던 iTV 경인방송의 시트콤이며 직장 내 한 부서에서 일하는 세 동료와 사택에서 이웃으로 살아가는 그 가족들의 이야기를 담았는데 대부분의 시트콤과 마찬가지로  방송사 간부 및 제작진의 시트콤에 대한 인식부재 뿐 아니라 연기자들이 극중 인물의 캐릭터를 제대로 구축하지 못했다는 혹평을 받았고 16mm 스타 하소연이 에로 비디오에서의 인기를 몰아 TV 시트콤에 진출하여 화제가 됐지만  "시트콤이 방송되는 동안에는 에로 비디오에는 출연하지 않겠다"는 약속을 했음에도 첫 방영 뒤 본인(하유선)이 출연한 신작 비디오가 출시되는 등 약속이 상당 부분 지켜지지 않아 도중하차했다.
그 뒤, iTV의 2002년 봄 개편에 따라 같은 해 4월 13일부터 월-화요일 오후 10시 50분에서 주말 10시 30분으로 옮겨갔으나 이 해 7월 14일 방영분을 끝으로 막을 내려야 했으며 iTV 경인방송 TV채널 폐국이후 VOD 서비스를 SBS에서 제공할수 있도록 SBS가 VOD 저작권과 경인방송 iFM을 SBS에서 제3FM 라디오 채널로 개국할 수 있도록 SBS가 인수했어야 했다.
한편, 종영 몇달 후 케이블채널 SDN TV에서 재편성됐는데 당시 이 채널은 소유주 김형진 회장의 불미스러운 일  이후 하락세를 겪어오고 있었으며  SDN TV는 이 같은 어려움을 타개하기 위해 2002년 10월 7일부터 해당 프로그램 외에도 <노방유희>  《안개비연가》 《미스터리극장 위험한 초대》 《리얼드라마》'파랑새는 있다' 등 iTV 방영 프로그램들을 사다가 편성했고 이외에도 <코미디 웃음파티> <수다펀치 팡팡> <사랑만들기> 등 최초 GTV 시절의 프로그램을 재방송하기도 했다.
결국  SDN TV는 2003년 3월 김영철 전 대표이사에게 양도된 뒤 5월 상호를 (주)SDNTV에서 (주)지텔레비전으로 변경한 후 그 해 7월 첫 채널명(GTV)으로 환원해 재개국했다.

## 역대 방송 시간
- 2001년 12월 3일 ~ 2002년 4월 2일: 월요일,화요일 오후 10시 50분
- 2002년 4월 13일 ~ 2002년 7월 14일:  주말 10시 30분